# Женская сборная Чехии по хоккею на траве
Женская сборная Чехии по хоккею на траве — женская сборная по хоккею на траве, представляющая Чехию на международной арене. Управляющим органом сборной выступает Федерация хоккея на траве Чехии (чеш. Český svaz pozemního hokeje, англ. Czech Hockey Federation).
Сборная занимает (по состоянию на 1 января 2015) 35-е место в рейтинге Международной федерации хоккея на траве (FIH).

## Результаты выступлений

### Мировая лига
- 2012/13 — 28-е место
- 2014/15 — снялись с участия после 1-го раунда

### Чемпионат мира
- 1974—1976 — не участвовали
- 1978 — 9-е место[3]
- 1981—2014 — не участвовали

### Чемпионат Европы
- 1984 — 9-е место[3]
- 1987—1991 — не участвовали
- 1995 — 10-е место
- 1999 — 12-е место
- 2003—2015 — не участвовали

### Чемпионат мира (индорхоккей)
- 2003 — 4-е место
- 2007 — 11-е место
- 2011 — 6-е место
- 2015 —

### Чемпионат Европы (индорхоккей)
I дивизион
- 1974—1990 — не участвовали
- 1993 — 6-е место
- 2000 —
- 2002 — 5-е место
- 2004 — 6-е место
- 2006 — 8-е место
- 2012 — 5-е место
- 2014 — 5-е место

II дивизион
- 1996 — 3-е место
- 1998 — 1-е место
- 2008 — 4-е место
- 2010 — 1-е место